# Ragnhilda (księżniczka Norwegii)
Ragnhilda Glücksburg (nor. Ragnhild Alexandra; ur. 9 czerwca 1930 w Oslo, zm. 16 września 2012 w Rio de Janeiro) – księżniczka norweska. Była najstarszym dzieckiem króla Norwegii, Olafa V, oraz jego żony, Marty Bernadotte. Jej bratem jest obecnie panujący król Norwegii, Harald V.
W 1953 roku wyszła za mąż za Erlinga Lorentzena. Miała z nim troje dzieci – Haakona (ur. 1954), Ingeborgę (ur. 1957) i Ragnhildę (ur. 1968).

## Życiorys
Urodziła się 9 czerwca 1930 roku w Oslo jako najstarsze dziecko księcia koronnego Norwegii, Olafa Glücksburga, oraz jego żony, Marty Bernadotte. Była pierwszą księżniczką urodzoną na norweskiej ziemi.
15 maja 1953 w Asker poślubiła Erlinga Lorentzena. Ich związek budził wiele kontrowersji, gdyż po raz pierwszy księżniczka norweska poślubiła osobę, która nie jest członkiem dynastii panującej.
Małżonkowie mieszkali na stałe w Rio de Janeiro. Mimo to wiele czasu spędzali w Oslo.
Ragnhilda i Erling doczekali się trojga dzieci:
- Haakon (ur. 23 września 1954). W 1982 roku ożenił się z Martą  Carvalho de Freitas. Mają troje dzieci – Olafa (ur. 1985), Chrystiana (ur. 1988) i Zofię (ur. 1994).
- Ingeborga (ur. 1957). Od 1982 roku jej mężem jest Paulo Césara Ribeiro Filho. Para ma jedną córkę – Wiktorię (ur. 1988).
- Ragnhilda (ur. 8 maja 1968). W 2003 roku wyszła za mąż za Aarona Longa. Ma z nim dwie córki – Aleksandrę (ur. 2007) i Elżbietę (ur. 2011).

Ragnhilda była prawnuczką króla brytyjskiego Edwarda VII. Z tego powodu widniała na liście sukcesji do tronu Zjednoczonego Królestwa.
Księżniczka Ragnhilda była patronką Norwegian Organisation for the Hearing Impaired.
W 2004, w państwowej telewizji TV 2, księżniczka Ragnhilda publicznie skrytykowała kontrowersyjne małżeństwa dzieci swego brata. Powiedziała, że mogą one osłabić monarchię i stwierdziła również, iż ma nadzieję, że umrze przed tym jak Mette-Marit zostanie królową Norwegii.

## Tytulatura
9 czerwca 1930 – 15 maja 1953: Jej Wysokość księżniczka Ragnhilda
15 maja 1953 – 16 września 2012: Jej Wysokość księżniczka Ragnhilda, pani Lorentzen

## Upamiętnienie
- 540 000 km² przestrzeni na Antarktydzie nazwano na cześć księżniczki – Wybrzeżem Księżniczki Ragnhildy[2].

## Genealogia
| Prapradziadkowie                          | król Danii Chrystian IX (1818-1906) ∞1842 Luiza z Hesji-Kassel (1817-1898)     | król Szwecji Karol XV (1826-1872) ∞1851 Ludwika Orańska (1828-1871)            | Albert von Sachsen-Coburg und Gotha (1819-1861) ∞1840 królowa Wielkiej Brytanii Wiktoria Hanowerska (1819-1901) | król Danii Chrystian IX (1818-1906) ∞1842 Luiza z Hesji-Kassel (1817-1898)        | król Szwecji Oskar I (1799-1859) ∞1823 Józefina de Beauharnais (1807-1876)     | Wilhelm I Nassau (1792-1839) ∞1829 Paulina Fryderyka Wirtemberska (1810-1856)  | król Danii Chrystian IX (1818-1906) ∞1842 Luiza z Hesji-Kassel (1817-1898)     | król Szwecji Karol XV (1826-1872) ∞1851 Ludwika Orańska (1828-1871)            |
| Pradziadkowie                             | król Danii Fryderyk VIII (1843-1912) ∞1869 Luiza Bernadotte (1851-1926)        | król Danii Fryderyk VIII (1843-1912) ∞1869 Luiza Bernadotte (1851-1926)        | król Wielkiej Brytanii Edward VII (1841-1910) ∞1863 Aleksandra Duńska (1844-1925)                               | król Wielkiej Brytanii Edward VII (1841-1910) ∞1863 Aleksandra Duńska (1844-1925) | król Szwecji Oskar II (1829-1907) ∞1857 Zofia Wilhelmina Nassau (1836-1913)    | król Szwecji Oskar II (1829-1907) ∞1857 Zofia Wilhelmina Nassau (1836-1913)    | król Danii Fryderyk VIII (1843-1912) ∞1869 Luiza Bernadotte (1851-1926)        | król Danii Fryderyk VIII (1843-1912) ∞1869 Luiza Bernadotte (1851-1926)        |
| Dziadkowie                                | król Norwegii Haakon VII (1872-1957) ∞1896 Maud Koburg (1869-1938)             | król Norwegii Haakon VII (1872-1957) ∞1896 Maud Koburg (1869-1938)             | król Norwegii Haakon VII (1872-1957) ∞1896 Maud Koburg (1869-1938)                                              | król Norwegii Haakon VII (1872-1957) ∞1896 Maud Koburg (1869-1938)                | Karol Bernadotte (1861-1951) ∞1897 Ingeborga Glücksburg (1878-1958)            | Karol Bernadotte (1861-1951) ∞1897 Ingeborga Glücksburg (1878-1958)            | Karol Bernadotte (1861-1951) ∞1897 Ingeborga Glücksburg (1878-1958)            | Karol Bernadotte (1861-1951) ∞1897 Ingeborga Glücksburg (1878-1958)            |
| Rodzice                                   | król Norwegii Olaf V Glücksburg (1903-1991) ∞1929 Marta Bernadotte (1901-1954) | król Norwegii Olaf V Glücksburg (1903-1991) ∞1929 Marta Bernadotte (1901-1954) | król Norwegii Olaf V Glücksburg (1903-1991) ∞1929 Marta Bernadotte (1901-1954)                                  | król Norwegii Olaf V Glücksburg (1903-1991) ∞1929 Marta Bernadotte (1901-1954)    | król Norwegii Olaf V Glücksburg (1903-1991) ∞1929 Marta Bernadotte (1901-1954) | król Norwegii Olaf V Glücksburg (1903-1991) ∞1929 Marta Bernadotte (1901-1954) | król Norwegii Olaf V Glücksburg (1903-1991) ∞1929 Marta Bernadotte (1901-1954) | król Norwegii Olaf V Glücksburg (1903-1991) ∞1929 Marta Bernadotte (1901-1954) |
| Ragnhilda Glücksburg (ur. 9 czerwca 1930) |                                                                                |                                                                                | |                                                                                   |                                                                                |                                                                                |                                                                                |                                                                                |